# Гульельмо да Капрайя

Юдикаты Сардинии

Гульельмо да Капрайя, Гульельмо ди Капрайо (Guglielmo da Capraia, Guglielmo di Capraia) (р. ок. 1210, ум. 1264) — судья Арбореи с 1253.
Происходил из рода графов да Капрайя. Близкий родственник Бины — первой жены судьи Арбореи Пьетро I (ум. 1191). Воспитывался при дворе Пьетро II Арборейского (ум. 1238) в статусе «donnicello» (родственник судьи).
В 1239 году на стороне Пизы участвовал в войне с Генуей, наняв отряд за собственные деньги.
В 1253 году захватил власть в Арборее, провозгласив себя судьёй и отстранив от наследования 15-летнего Мариано II — сына Пьетро II Арборейского.
В 1257 году вместе с Галлурой и Торресом принял участие в захвате юдиката Кальяри. По договору от 20 июля 1258 года при разделе получил треть юдиката (куратории Джиппи, Нураминис, Трексента, Мармилла Инфериоре, Долия, Геррей и Барбаджа ди Село). После этого в документах его называли «Magnificus vir dominus Guilelmus, Come Caprarie, iudex Arboree et tertie partis regni callaritani» (великолепный муж и господин Гульельмо, граф Капрайи, юдекс Арбореи и третьей части Кальяри).
Гульельмо ди Капрайя умер в начале 1264 года во время осады крепости Гочеано в юдикате Торрес.
Его сына Николо ди Капрайя, первоначально провозглашённого судьёй Арбореи, вскоре отстранил от власти его опекун Мариано II — сын и законный наследник Пьетро II Арборейского.